# Киргишаны
Киргиша́ны — село в Нижнесергинском районе Свердловской области России. Входит в Бисертский муниципальный округ.
Ранее являлось центром Киргишанского сельсовета Нижнесергинского района.

## География
Село Киргишаны расположено на реке Киргишан, в 6 километрах на восток от посёлка городского типа Бисерть.

### Часовой пояс
Киргишаны, как и вся Свердловская область, находится в часовой зоне МСК+2. Смещение применяемого времени относительно UTC составляет +5:00.

## Население
| 2002 | 2010 |
| ---- | ---- |
| 431  | ↘360 |

Структура
По данным переписи населения 2002 года, русские составляли 94 % от общего числа жителей Киргишан. По данным переписи 2010 года, в селе проживали 193 мужчины и 168 женщин.

## Инфраструктура
В Киргишанах девять улиц: Вересовая, Лебедка, Малахова, Молодёжная, Набережная, Новая, Садовая, Трактовая и Школьная.
В селе есть школа — МКОУ ООШ с. Киргишаны, детский сад — МКДОУ № 4 Детский Сад «Одуванчик» с. Киргишаны.
Через Киргишаны проходит железнодорожная магистраль Москва — Казань — Екатеринбург. В селе расположен остановочный пункт Киргишаны Горьковской железной дороги.
В одном километре южнее села проходит автодорога Пермь — Екатеринбург (часть автомагистрали М12 «Восток»).